# توماس آنتونلیوس
توماس آنتونلیوس (سوئدی: Tomas Antonelius؛ زادهٔ ۷ مهٔ ۱۹۷۳) یک بازیکن فوتبال اهل سوئد است.

## تیم ملی
وی همچنین در تیم ملی فوتبال سوئد بازی کرده است.